# 透明的小鸟
『透明ドリちゃん』（とうめいドリちゃん）是1978年1月7日至7月1日在朝日电视台的土曜日19:30 - 20:00放送，東映製作的特撮奇幻番組。全25話。

## 介绍
美鳥和自己的弟弟虎男，在某天突然被帶去妖精國，在那里知道了自己原来是失蹤很久的妖精公主。但她无法接受真相所以拒留在妖精國。且生父妖精國大王也沒辦法，就給女兒兩道具。
分别是可召喚妖精的妖精鐘和可以让自己透明的妖精球，美鳥用这些道具幫助周围的人。
主角~
青山美鳥(青山ミドリ)
小學五年級學生,四周的人都愛稱她做小鳥(ドリちゃん),某天得知自己是妖精國公主澤莉安(ゼリアン).
小鳥一時間接受不到事實,加上她無法放棄養育自己的青山夫婦,故要求回到人類世界.
離開前其生父送給她兩件法寶,小鳥利用法寶幫助有困難的人,令他們繼續存有夢想,勇氣及希望.
結局中得知,她並非年幼時失蹤的澤莉安公主,而她亦利用魔法球救出被困十年的真正公主.
此內容來自面書專頁超音的動漫特攝介紹
https://www.facebook.com/pg/sonicactclub/photos/?tab=album&album_id=2008834639364214

## 人员
- 原作：石ノ森章太郎
- プロデューサー：落合兼武（テレビ朝日)、平山亨（クレジット無し）、吉川進（東映）
- 監督：竹本弘一、山田稔、折田至、富田義治、平山公夫
- 脚本：安藤豊弘、上原正三、西条道彦、長坂秀佳、筒井ともみ
- 人形操作：ドンキイ劇場（現：どんきい劇場）
- 技斗：山岡淳二（第18話）
- 音楽：渡辺宙明
- 主題歌：「透明ドリちゃん」（作詞：石森章太郎／作曲：渡辺宙明／歌：大杉久美子、ザ・チャープス）
- エンディングテーマ：「夢の国の王女さま」（作詞：八手三郎／作曲：渡辺宙明／歌：大杉久美子、ザ・チャプース）